# Hypsioma renatoi
Hypsioma renatoi là một loài bọ cánh cứng trong họ Cerambycidae.